# Midas (Töpfer)
Midas war ein griechischer Töpfer, tätig in Athen in der 1. Hälfte des 6. Jahrhunderts v. Chr.
Er ist nur bekannt durch seine Signatur auf dem Henkel einer rotfigurigen Figurenvase in Gestalt eines Frauenkopfes, die von John D. Beazley der Klasse G (= Londoner Klasse) der Kopfgefäße zugeordnet wurde. Die in Kamiros gefundene Vase befindet sich heute in Rhodos, Archäologisches Museum 12913.